# 항공지원집단
항공지원집단(일본어: 航空支援集団 고쿠시엔슈단[*], 영어: Air Support Command (ASC))은 도쿄도 후추시 후추 기지에 본부를 두고 있는 항공자위대의 보급, 수송, 항공관제를 총괄하는 물자사령부이다. 공장이 항공지원집단 사령관에 임명되며 지휘감독을 받는다.

## 역사
1989년 3월 16일, 항공구난단, 수송항공단, 보안관제기상단 등 다수의 부대를 통합하여 항공지원집단이 창설되었다.
2004년 4월 1일, 2004년 4월 1일에 공포된 정제214호 "防衛庁組織令等の一部を改正する政令→방위성 조직령 등의 일부를 개정하는 정령"에 따라 공장보 계급의 부사령관 직책이 신설되었다.。
2007년 4월 1일, 사령부가 개편되어, 방위부 조사과가 폐지되고 정보과가 신설되었다.
2013년 3월 26일, 항공구난단이 항공총대로 전속하였다.
2014년 3월 26일, 항공기동위생대가 전속하였다.
2017년 4월 1일, 정책보조관이 참사관으로 바뀌었다.

### 수송항공단
1955년 6월 6일, 다치카와 수송항공대 예하에 임시 미호 파견대가 창설되었다.
1958년 10월 1일, 임시 미호 파견대가 수송항공단이 되었다.
1978년 3월 31일, 수송항공단이 사령부, 제1,2,3수송항공대로 재편성되었다.

## 조직
| - 총무부 - 총무과 - 인사과 - 회계과 - 위생과 - 방위부 - 방위과 - 운용 제1과 - 운용 제2과 - 통신전자과 - 기술교육과 - 장비부 - 장비과 - 보급과 - 시설과 - 정보과 - 감리감찰관 - 법무관 - 의무관 - 부관 | - 사령부 - 후추 기지 - 항공보안관제군 - 후추 기지 - 항공기상군 - 후추 기지 - 비행점검대 - 이루마 기지 - 항공기동위생대 - 고마키 기지 - 제1수송항공대 - 고마키 기지 - 제2수송항공대 - 이루마 기지 - 제3수송항공대 - 미호 기지 - 특별수송항공대 - 지토세 기지 |

## 계보
- 1989년 3월 16일, 航空支援集団 고쿠시엔슈단[*]→항공지원집단

## 참고
1. ↑  “1989年度防衛白書: 第３部 わが国防衛の現状と課題” (일본어). 防衛庁. 2020년 7월 12일에 확인함.
2. ↑  “官報” (일본어) (70). 防衛庁. 2004년 4월 1일.
3. ↑  “2012年度自衛隊法一部改正案” (PDF) (일본어). 防衛省. 2017년 4월 15일에 원본 문서 (PDF)에서 보존된 문서. 2020년 7월 12일에 확인함.
4. ↑  “航空支援集団の歴史” (일본어). 航空支援集団. 2014년 10월 23일에 원본 문서에서 보존된 문서. 2020년 7월 12일에 확인함.
5. ↑  “防衛省令第四号” (일본어). 防衛省. 2017년 4월 1일.